# Episyrphus balteatus
Episyrphus balteatus és un dípter pertanyent a la família dels sírfids. S'estén per tota la zona paleàrtica, especialment per Europa, Àsia i el nord d'Àfrica. És una espècie migratòria que viatja d'anada i tornada des del nord al sud d'Europa any rere any.

## Etimologia
- Episyrphus: mot compost provinent del grec antic, format per: ἐπί (epi)[3] i σύρφος (súrphos, syrphus, mosca).[4]
- balteatus: mot llatí que significa envoltar, circumdar.[5]

## Descripció
D'aproximadament 1 cm de longitud, ulls roig fosc i antenes curtes. És característic el seu abdomen, en el qual alternen colors groc-ataronjats amb el negre, imitant el d'una vespa (mimetisme batesià). És característic d'aquesta espècie la presència de bandes anteriors secundàries negres en les tergites (plaques superiors dels segments abdominals) tercera i quarta, però més estretes, i, a vegades partides, semblant un bigoti, que les bandes posteriors de les mateixes tergites. En el tòrax té bandes grisenques longitudinals. Ambdues ales tenen una venació característica: hi ha un fals marge en la part posterior, format pel marge extern de la cel·la discal i la vena 4, que corre paral·lela al vertader marge. Hi ha una falsa vena entre la 3 i la 4, que és un engrossiment de la membrana alar que no està connectada a cap vena real, però que és bastant conspícua.

## Biologia
A diferència d'altres sírfids amb larves aquàtiques, les larves d'E. balteatus viuen sobre plantes i són depredadores. Durant l'estat larval devora grans quantitats de pugons mentre que els adults s'alimenten de nèctar, pol·len i mel de melada. La disponibilitat de pol·len és indispensable per a les femelles, aquesta disponibilitat influeix en el desenvolupament i dimensió de les futures poblacions. El nèctar és la font d'energia per als adults. Una femella pon prop de 1.000 ous al llarg de la seua vida. Aquests són de color blanc, allargats, fàcilment recognoscibles. Les larves només naixen comencen a alimentar-se dels pugons propers, són transparents, àpodes i la seua grandària és de 10-20 mm. Tarden en aconseguir el seu desenvolupament complet entre 1 i 2 setmanes, durant les quals són capaces de devorar 400-1000 pugons cadascuna. Una vegada completat el seu desenvolupament larval inicien la pupació. Les pupes són piriformes i de color taronja-marró, i resta adherida a la planta. Als adults els agrada planejar entre les plantes, mentre que en repòs romanen amb les ales esteses.

## Hàbitat i ecologia
És una espècie comuna i abundant que apareix en una gran varietat d'hàbitats, incloent jardins, on visiten les flors per a alimentar-se de nèctar, encara que té una gran predilecció per les asteràcies, especialment les del gènere Taraxacum.

## Mesures agronòmiques
La presència de flors als horts i camps de cultiu augmenta la presència d'aquesta espècie, les larves de la qual són sensibles als pesticides. Segons un estudi realitzat l'any 2013 dues asteràcies de les estudiades (camamilla romana i cap-roig) són una important font d'aliment per a aquest insecte. Encara que les plantes estudiades més visitades per aquest sírfid són: facèlia (Phacelia tanacetifolia), coriandre (Coriandrum sativum), fajol (Fagopyrum esculentum) i caps blancs (Lobularia maritima), sent les tres primeres les que ofereixen una major qualitat d'aliment, la qual cosa esdevé en una longevitat major i una major descendència.

## Galeria

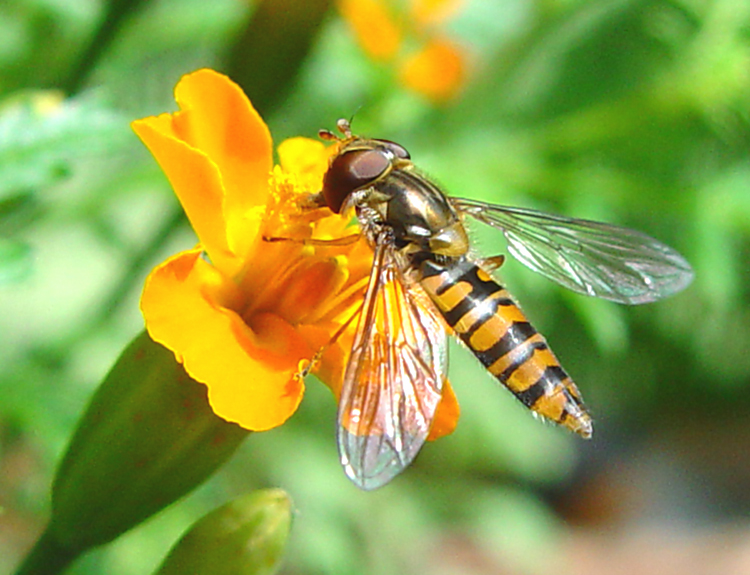
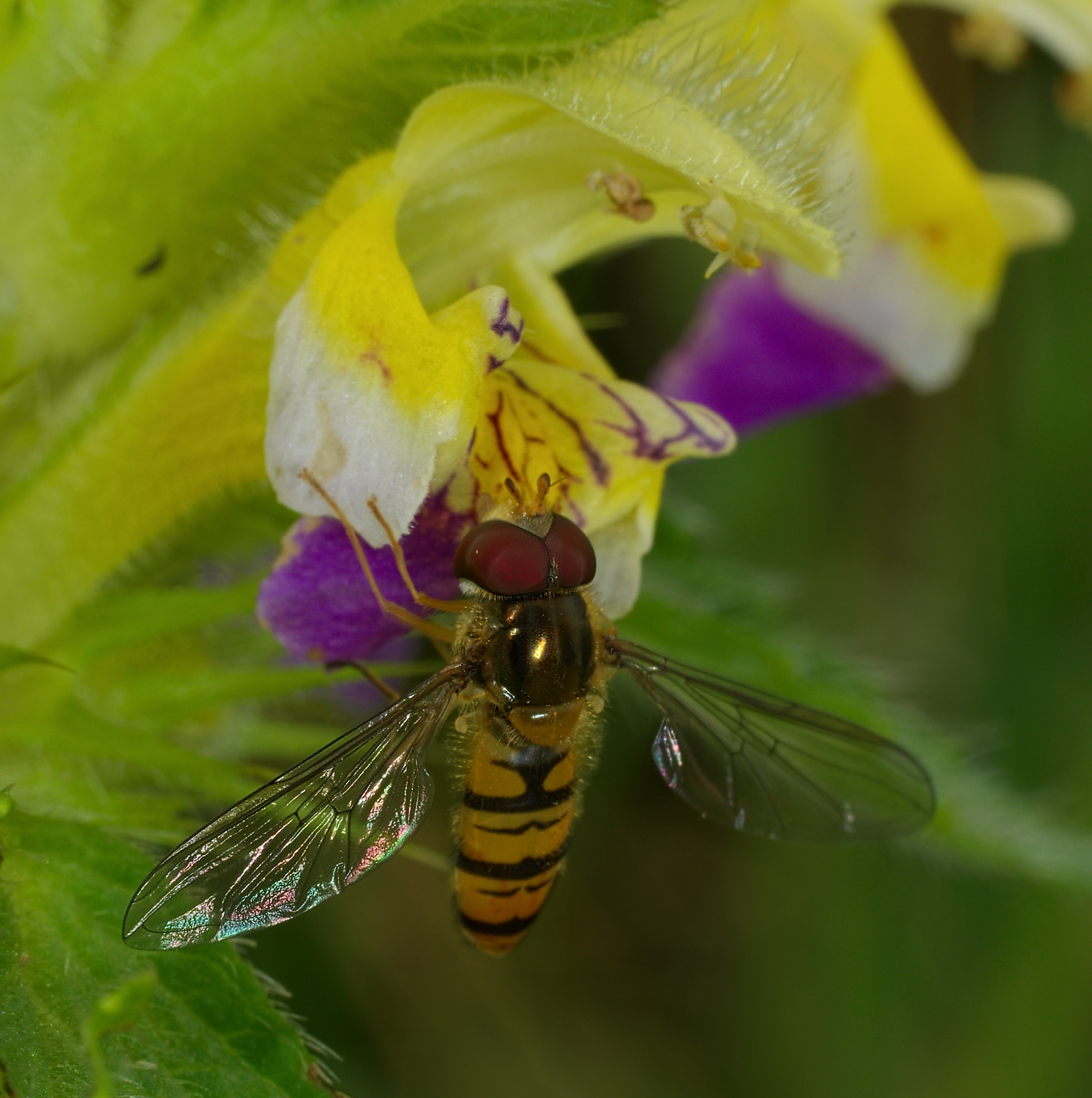
E. balteatus visitanta una flor de Galeopsis speciosa
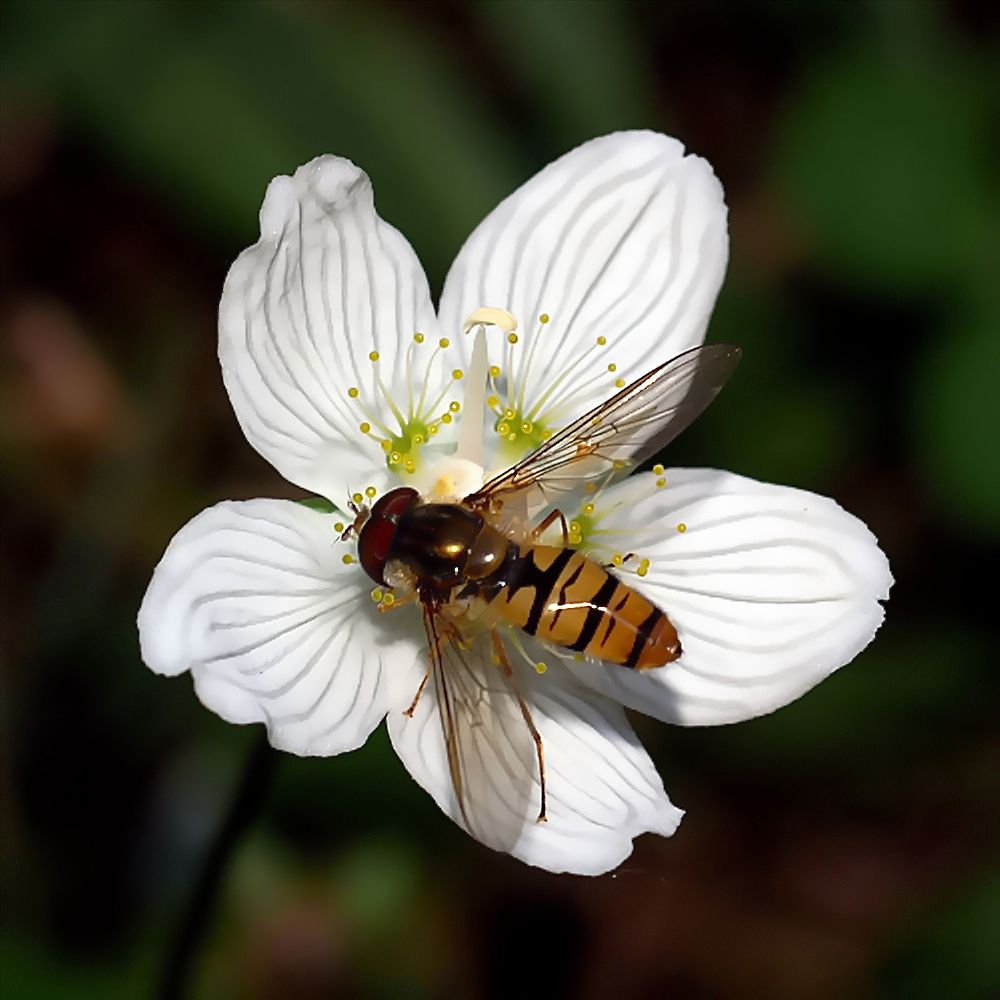
Mascle visitant una flor de Parnassia palustris
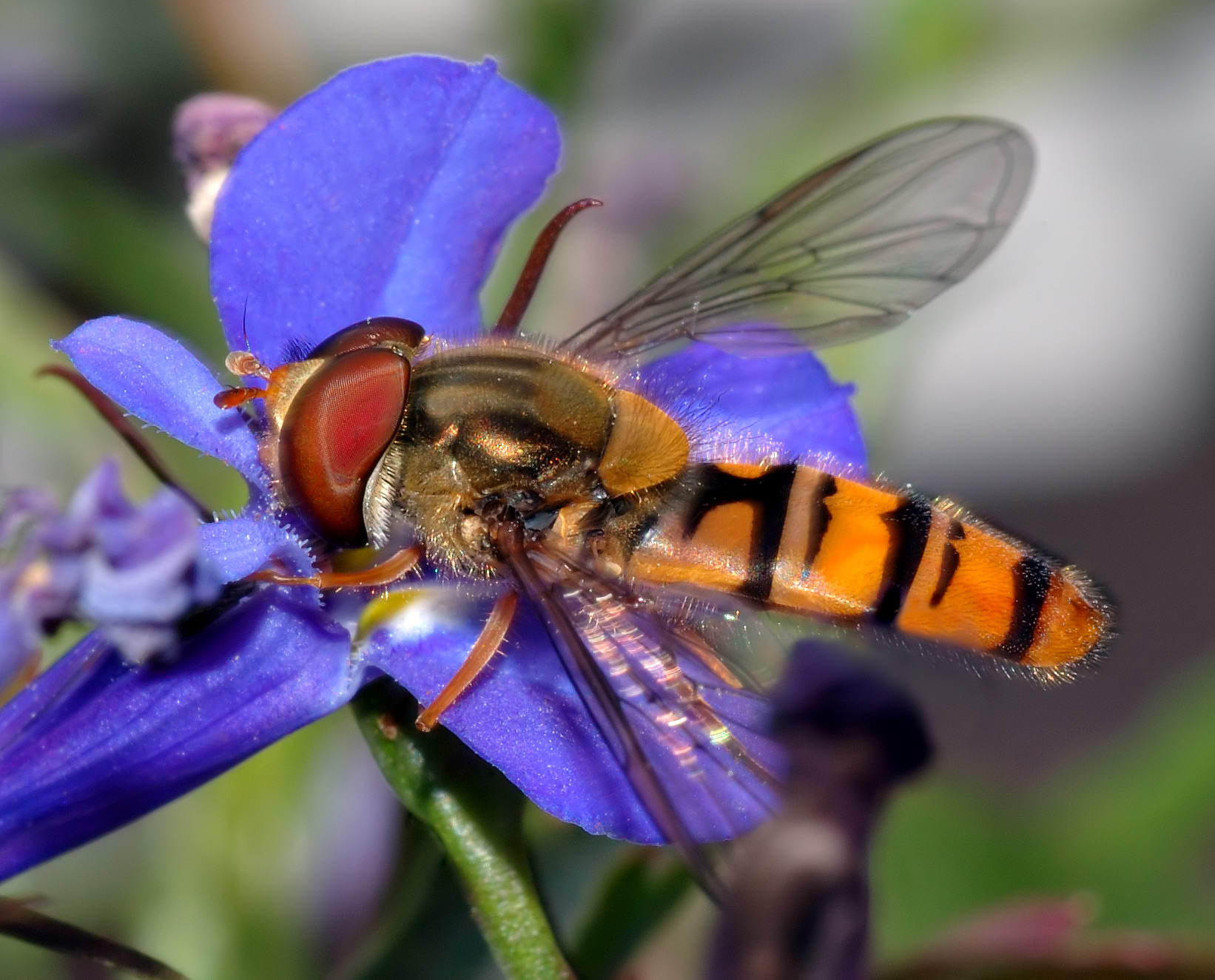
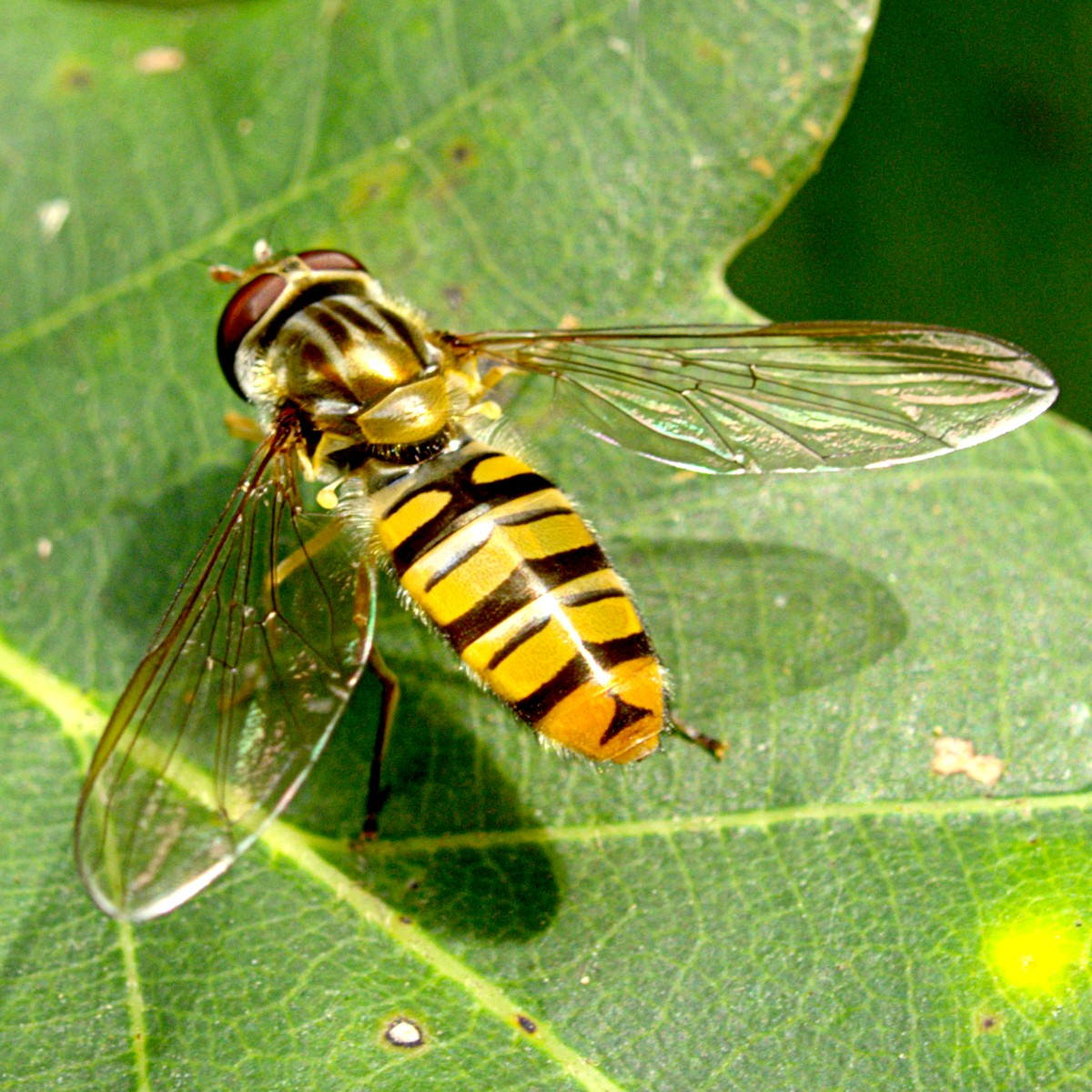
Femella
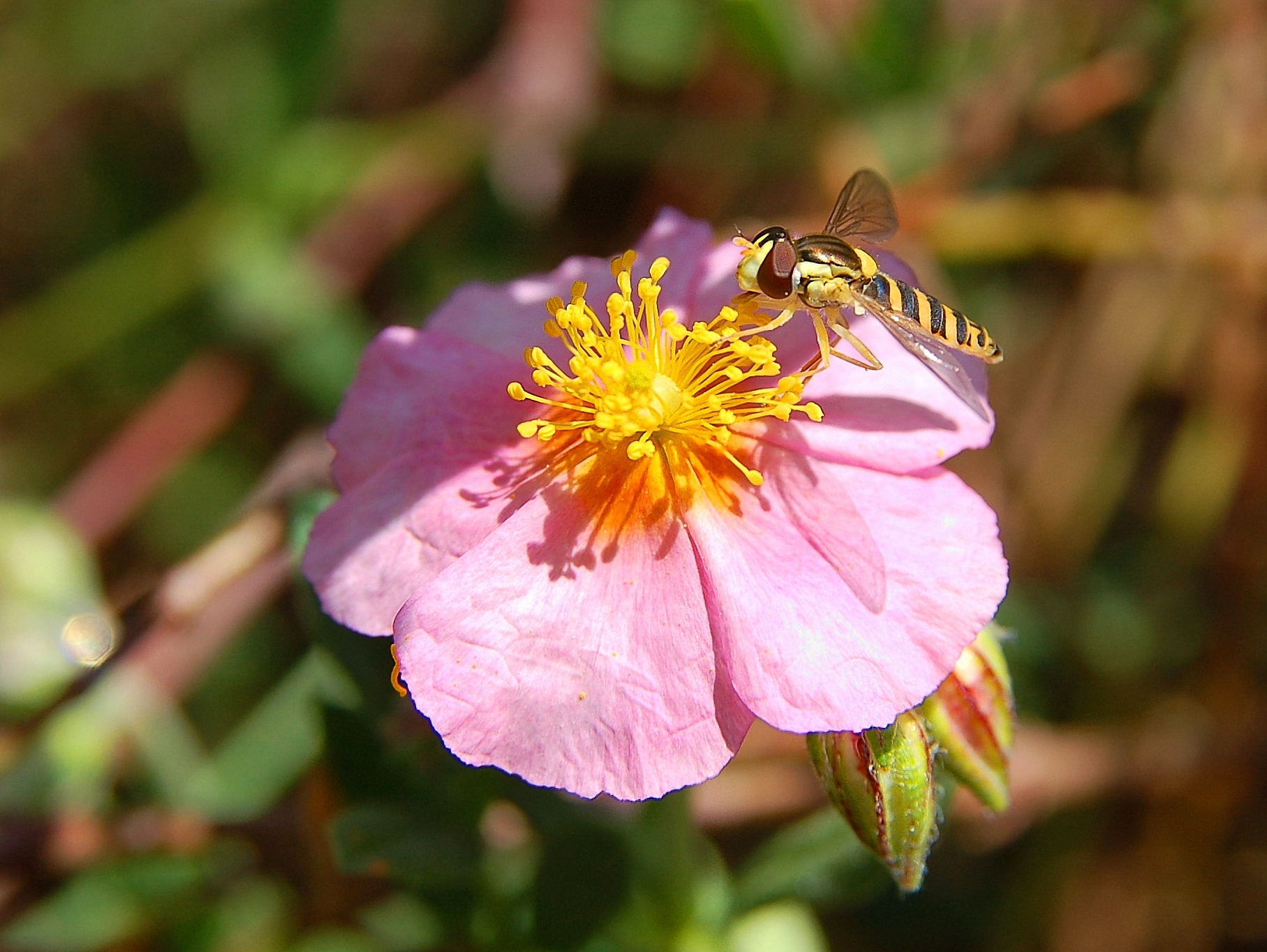
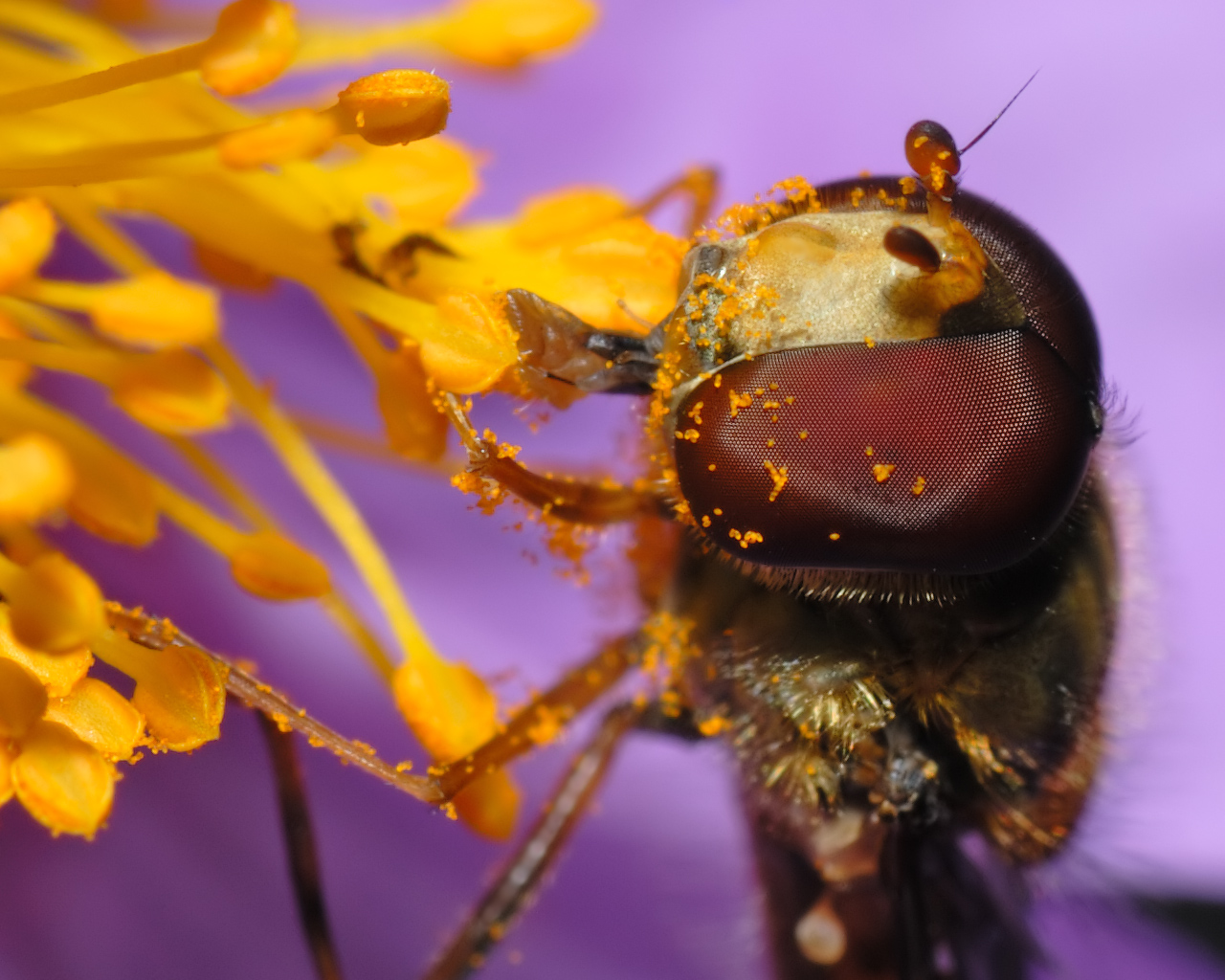
Detall del cap
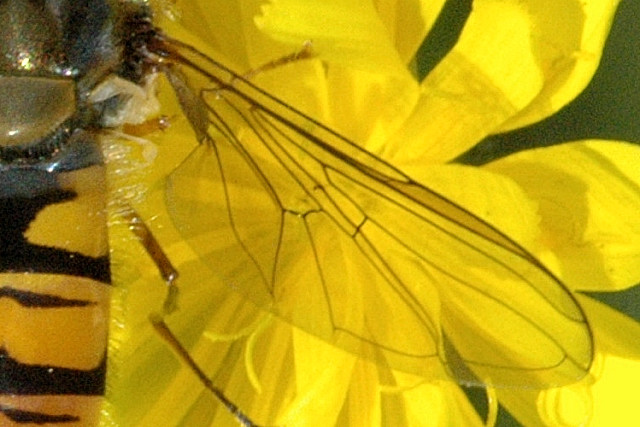
Detall de l'ala
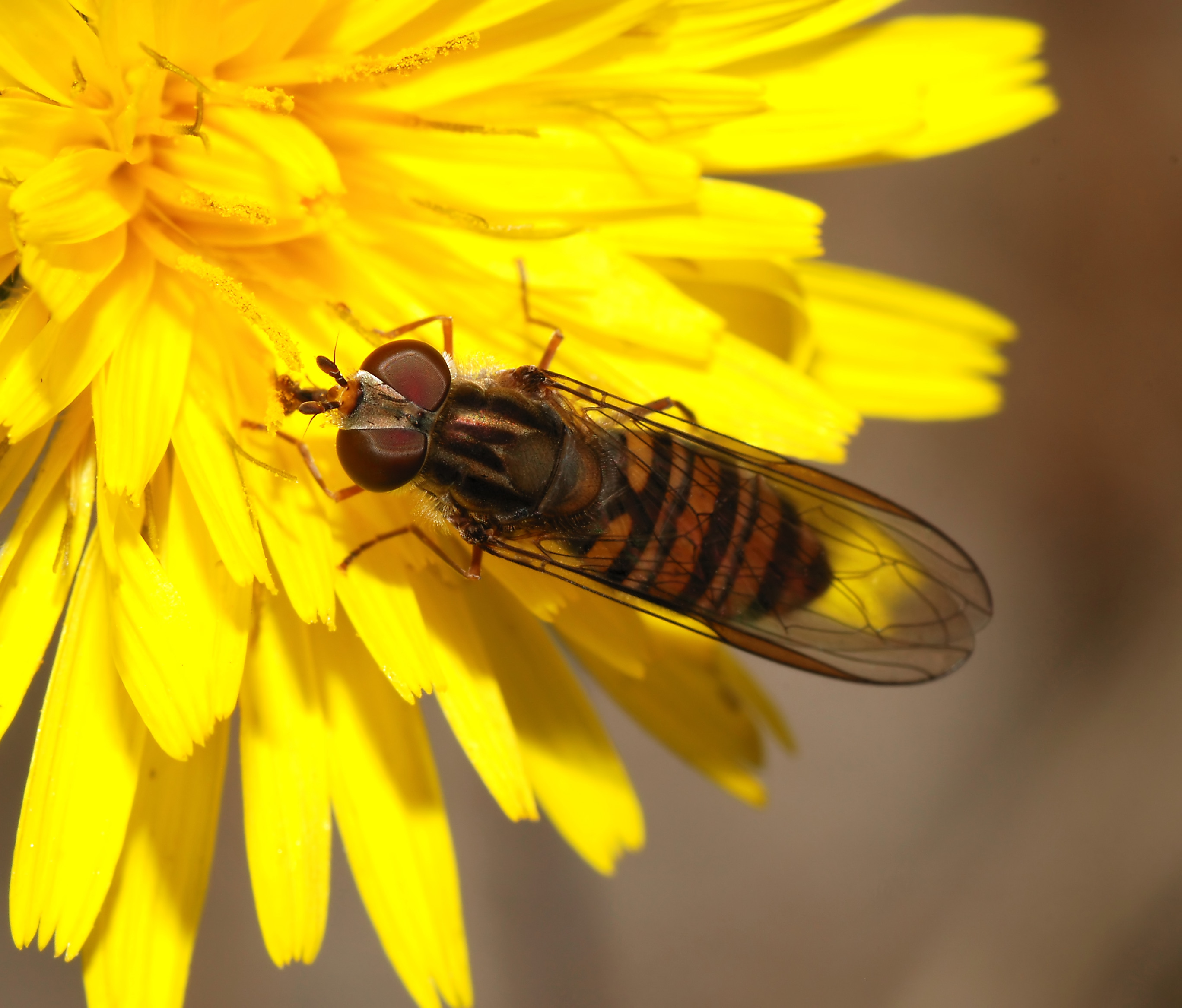
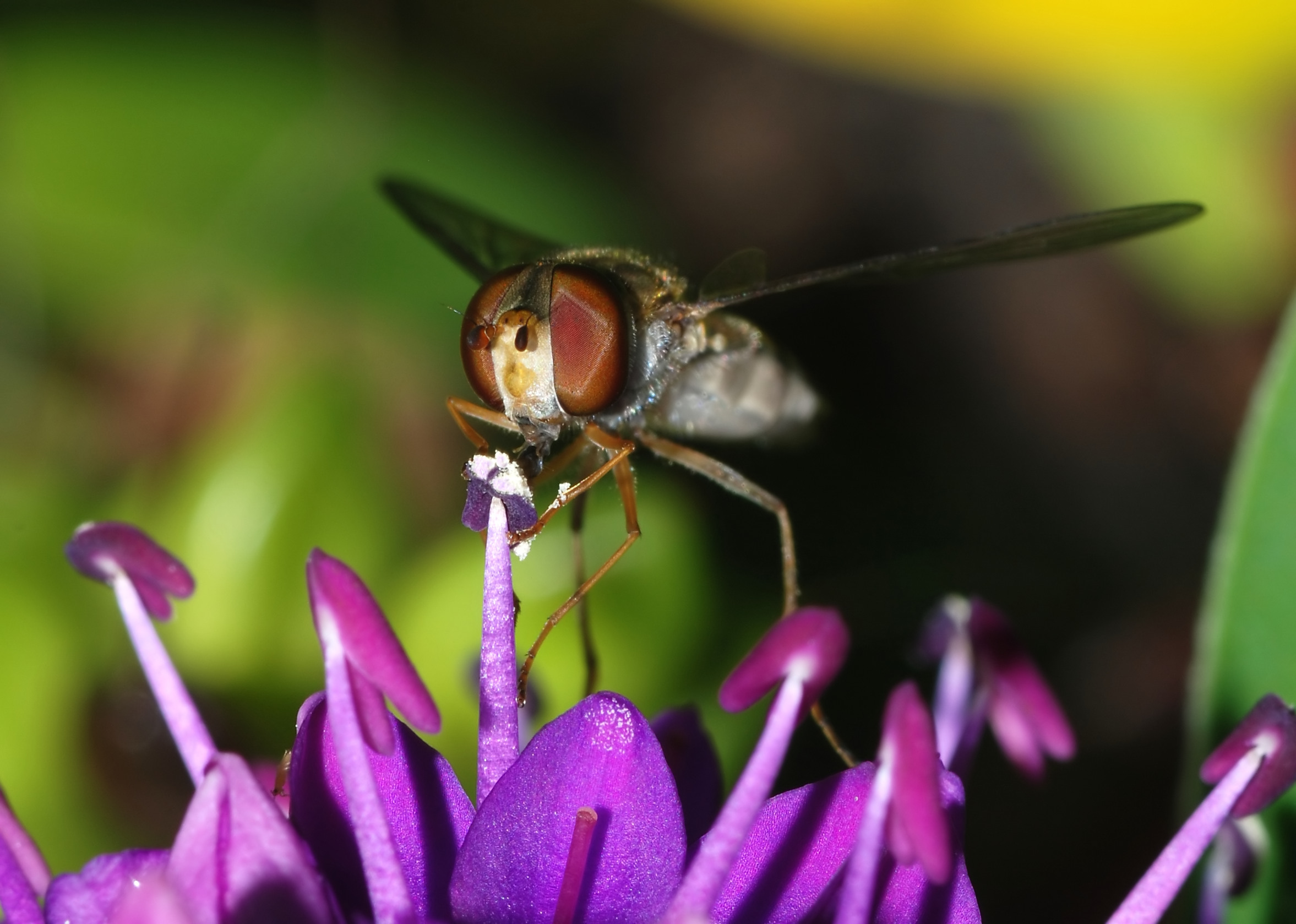
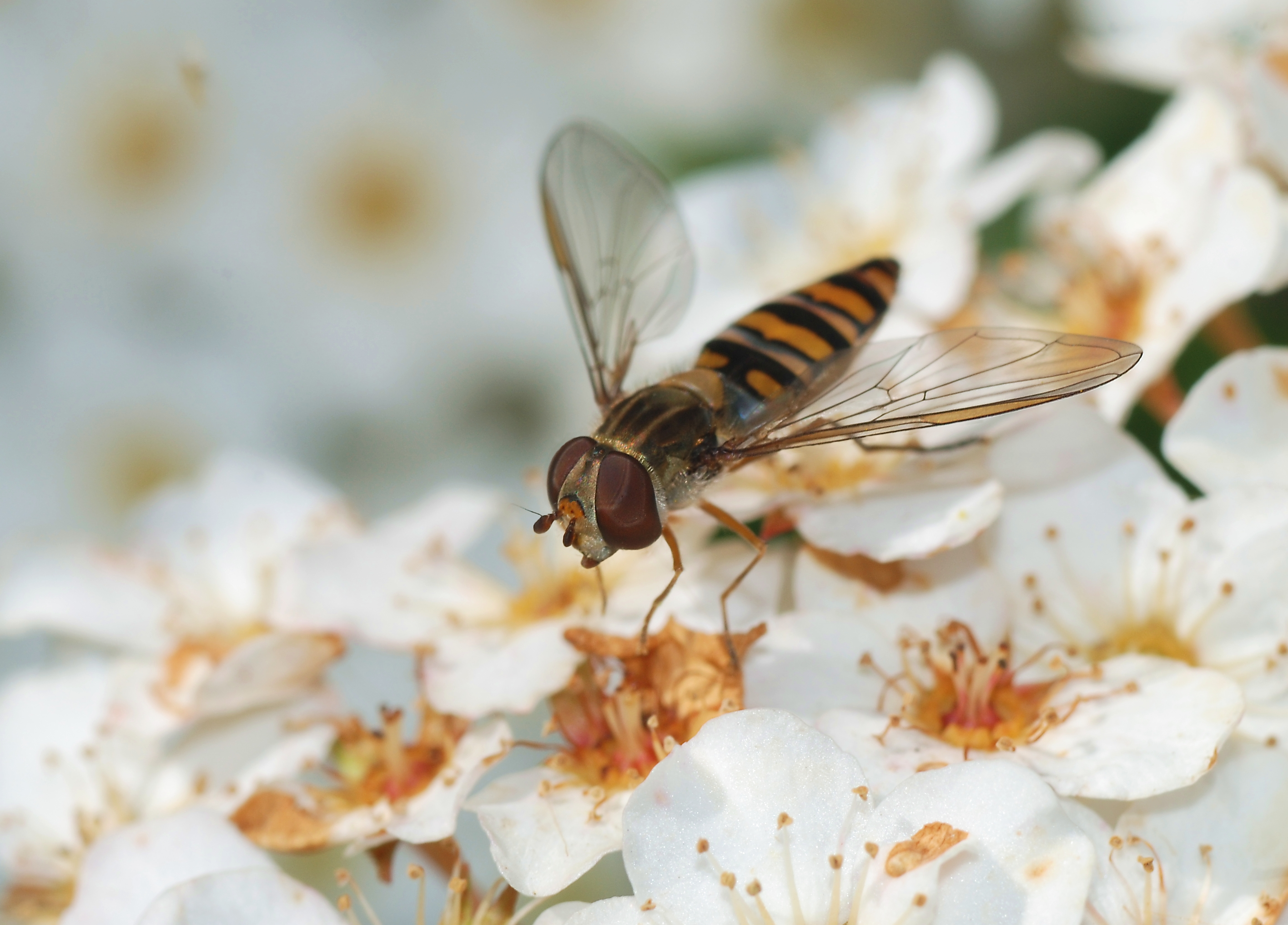
Individu visitant flors d'espirea
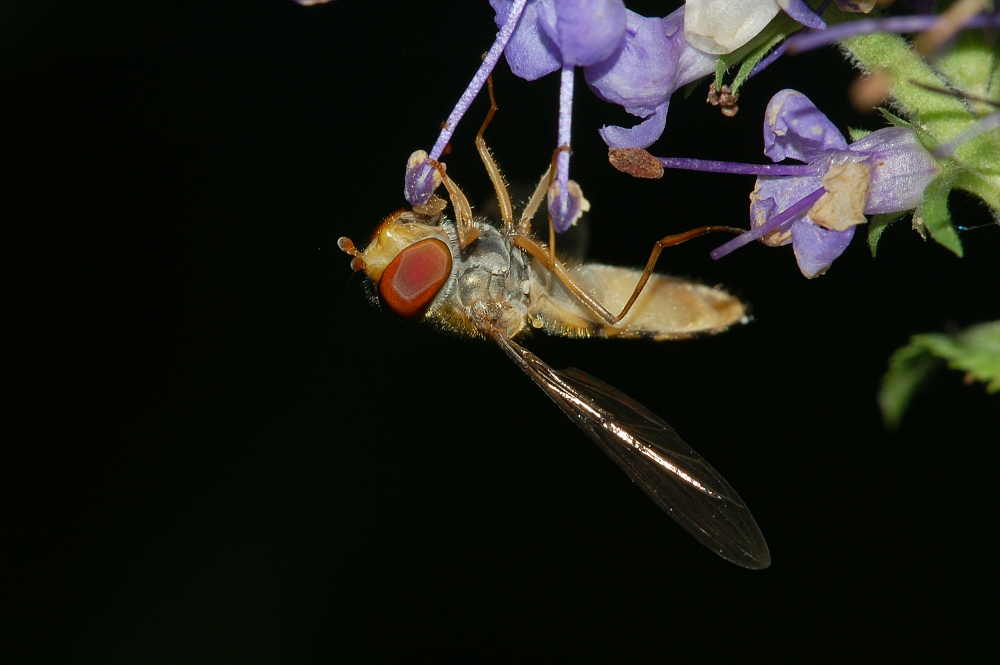
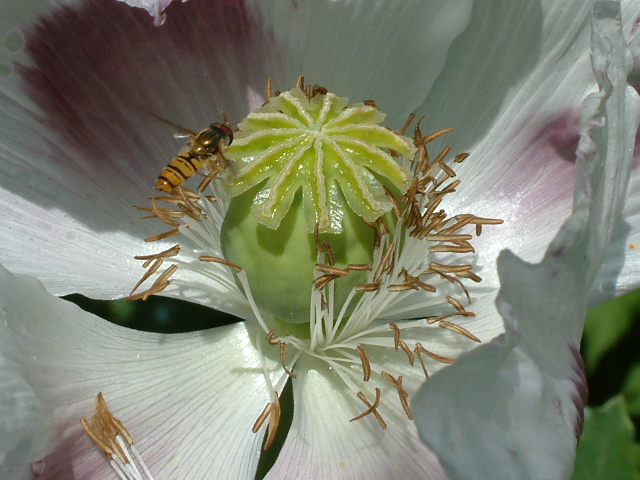
Individu visitant flors de dormidera
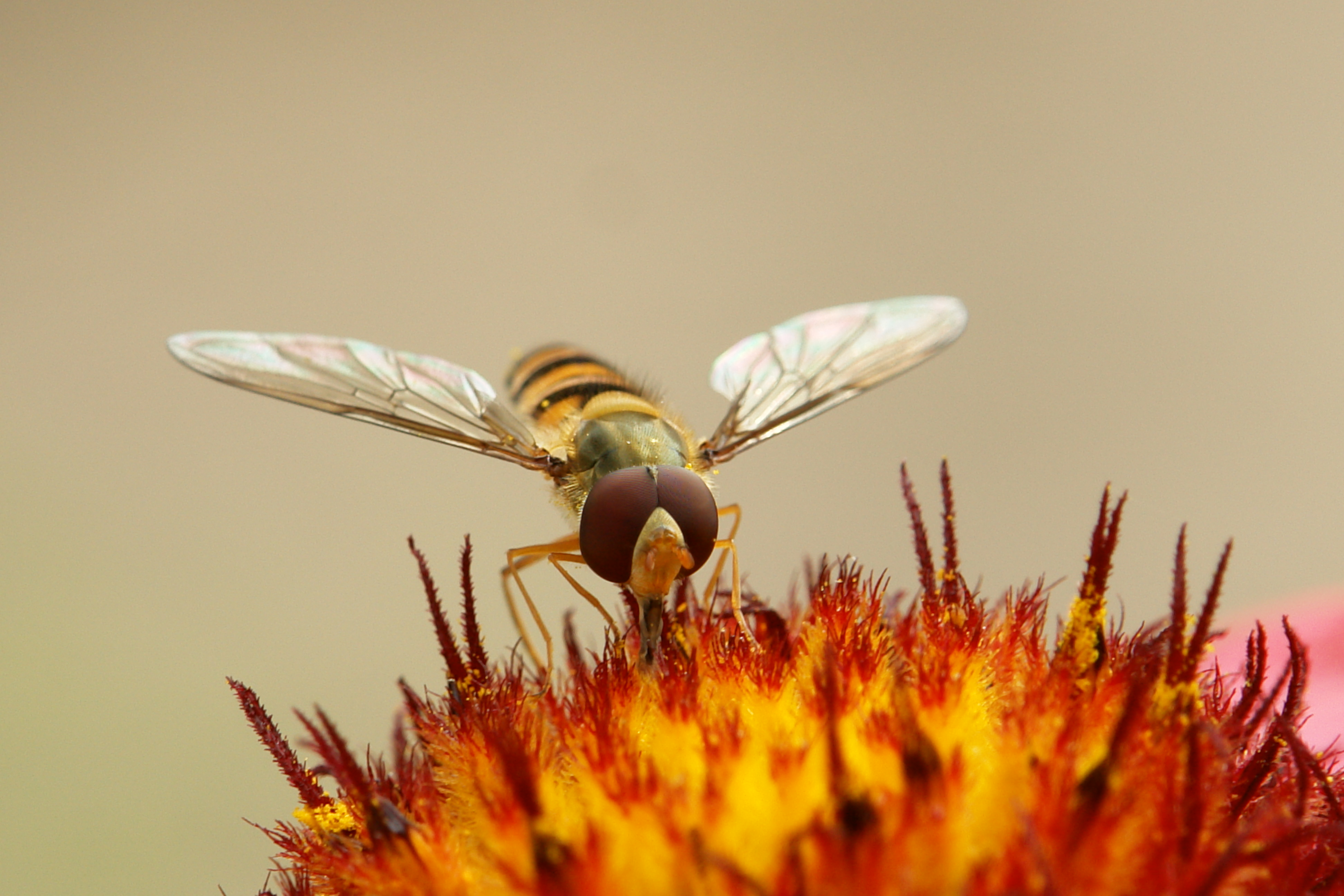